# Belgiens exilregering

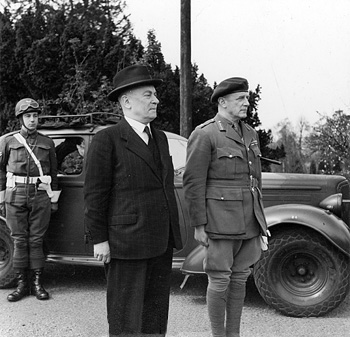
Hubert Pierlot, till vänster, premiärminister i exilregeringen, fotograferad 1944.

Belgiens exilregering i London (franska: Gouvernement belge à Londres, nederländska: Belgische regering in Londen) även känt som Regeringen Pierlot IV, var en exilregering som varade mellan oktober 1940 och september 1944 under andra världskriget. Regeringen var tredelad och bestod av ministrar från det Konfessionella katolska partiet, liberala partiet och arbetarepartiet. Efter Nazitysklands invasion av Belgien i maj 1940 flydde den belgiska regeringen, som leddes av premiärminister Hubert Pierlot, först till Bordeaux i Frankrike och sedan till London i Storbritannien, där den etablerade sig som den enda legitima belgiska regeringen för de allierade.
Trots att regeringen inte hade någon makt över sitt eget land kunde den administrera Belgiska Kongo och förhandlade med andra allierade makter om rekonstruktion efter kriget. Överenskommelser som regeringen genomförde innefattar unionen Benelux samt Belgiens inträde i Förenta Nationerna. Regeringen fick även inflytande hos Belgiens exilarmé och försökte knyta kontakter med motståndsrörelsen.